# Lettere persiane
Le Lettere persiane sono un romanzo epistolare di Montesquieu.
Fu pubblicato nel 1721 in forma anonima: nella finzione, infatti, l'autore si presenta come semplice redattore della corrispondenza tra Usbek e Rica, due viaggiatori persiani in Francia, e i loro amici rimasti in Persia, così da poter esprimere giudizi sulla società francese del tempo senza incorrere nella censura.

## Trama

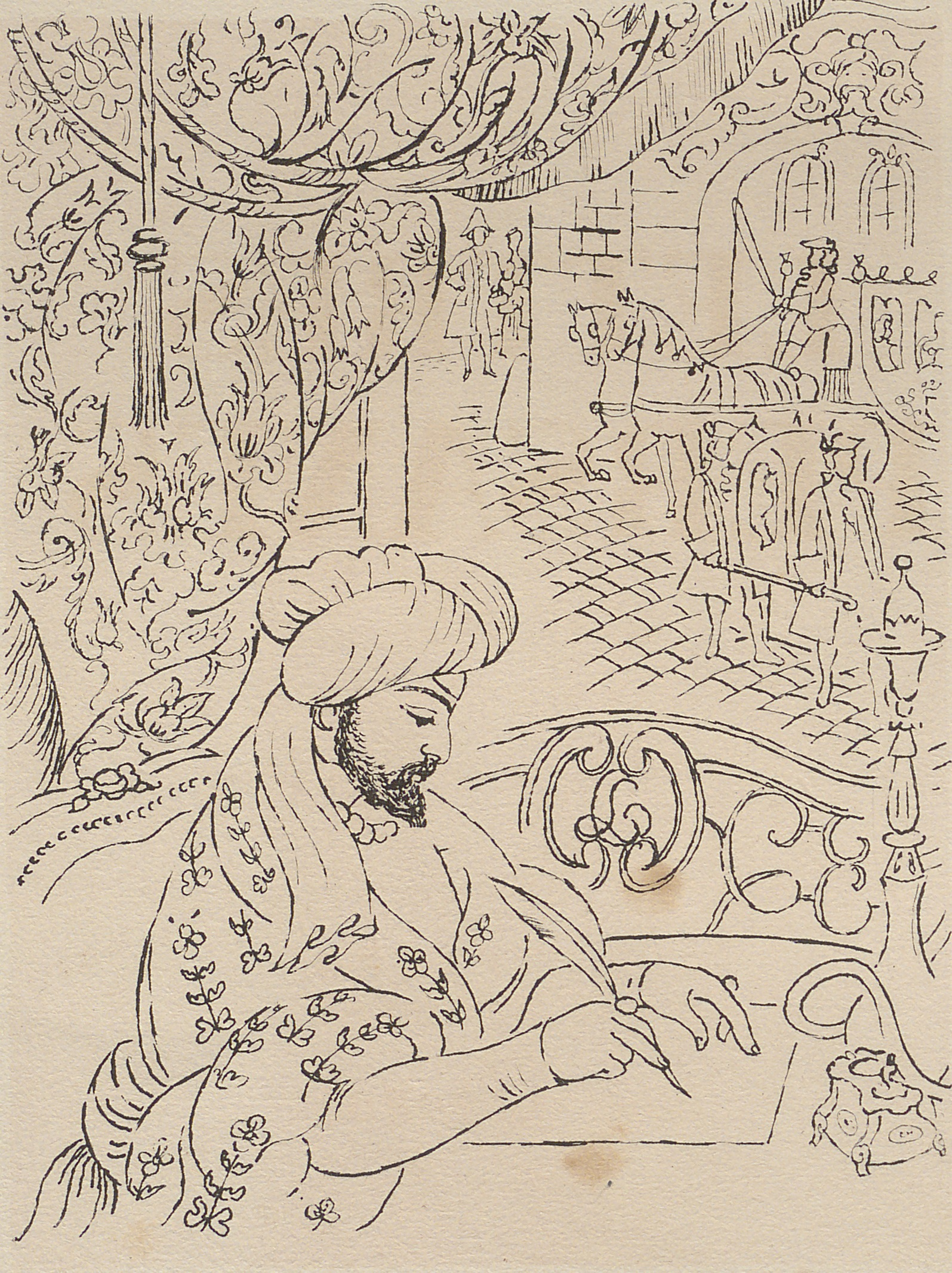
Usbek intento nella scrittura in un'illustrazione di Chas Labord per un'edizione del 1941

Nel marzo 1711 l'aristocratico Usbek parte da Esfahan, capitale della Persia, alla volta di Parigi, capitale della Francia, accompagnato dal giovane amico Rica. Usbek lascia nel serraglio di Isfahan le sue cinque mogli, affidate alla sorveglianza di vari eunuchi.
Usbek e Rica arrivano a Parigi a maggio 1712 e vi si trattengono fino al 1720; durante questa lunga permanenza, i due si mantengono in contatto tra loro e con amici in patria e altrove tramite corrispondenza, descrivendo soprattutto la società e la politica francese del tempo.
Durante la lontananza del signore, però, nel serraglio iniziano a emergere disordini: Usbek ordina al capo degli eunuchi di reprimerli, ma la lettera non arriva in tempo. Nel corso di una rivolta nel serraglio, muoiono vari eunuchi e tutte le mogli di Usbek, inclusa la prediletta Rossane, suicida, la cui lettera è l'ultima della raccolta.

### Struttura
Il testo può essere suddiviso come segue, secondo l'impaginazione consueta dell'opera:
- Lettere 1-21 [1-23]: viaggio da Esfahan a Parigi (marzo 1711 - maggio 1712);
- Lettere 22-89 [24-92]: Parigi negli ultimi anni di Luigi XIV (maggio 1712 - settembre 1715);
- Lettere 90-137 [93-149]: la reggenza di Filippo d'Orléans in nome di Luigi XV (settembre 1715 - novembre 1720);
- Lettere 138-150 [146-161]: la rovina del serraglio a Esfahan (1717-1720).

### Calendario
Nell'intestazione di tutte le singole lettere Montesquieu adottò un particolare sistema di datazione, assimilando i mesi del calendario persiano (basato sul mese lunare) a quelli del calendario gregoriano (basato sul mese solare), come dimostrato da Robert Shackleton nel 1954, secondo la seguente corrispondenza: zilcadé (gennaio), zilhagé (febbraio), maharram (marzo), saphar (aprile), rebiab I (maggio), rebiab II (giugno), gemmadi I (luglio), gemmadi II (agosto), rhegeb (settembre), chahban (ottobre), rhamazan (novembre), chalval (dicembre).

### Epilogo
Sebbene Usbek apprezzi la maggior libertà dei rapporti tra uomini e donne in Occidente, in un certo senso egli non riesce ad emanciparsi dalla sua condizione di signore di un serraglio. Le sue mogli interpretano il ruolo dell'amante languida e solitaria e lui quello del padrone e dell'amante, senza che vi sia una vera comunicazione. Inoltre, poiché sin dalla partenza Usbek sa che il suo ritorno in patria non è affatto scontato, fin dall'inizio il suo atteggiamento nei confronti del serraglio è distaccato, fino alla diffidenza.
La situazione, comunque, precipita bruscamente nelle lettere finali, anche grazie all'espediente dell'analessi. Tra la lettera 69 del 1714 e la lettera 139 del 1717, nessuna missiva menziona il serraglio. Inoltre, autore o destinatario di gran parte di queste lettere è Rica, mentre di Usbek si tace da agosto 1719 ad ottobre 1720. Già nel 1714 in realtà egli era stato avvisato del malcontento del serraglio, ma non era intervenuto: nel 1717 si decide ad agire ma, anche a causa di ritardi o smarrimenti delle lettere, la situazione è ormai senza rimedio e si avvia alla sua tragica conclusione.
Nel 1719 Usbek era comunque apparentemente rassegnato a tornare in Persia e consegnarsi ai suoi nemici; tuttavia in realtà è a Parigi ancora sul finire del 1720, come si evince dal fatto che le lettere 134-137 sono posteriori alla missiva conclusiva, l'ultima lettera di Rossane (8 maggio 1720), che avrà ricevuto nel consueto tempo di circa cinque mesi tra Esfahan e Parigi (e viceversa).

## Fonti

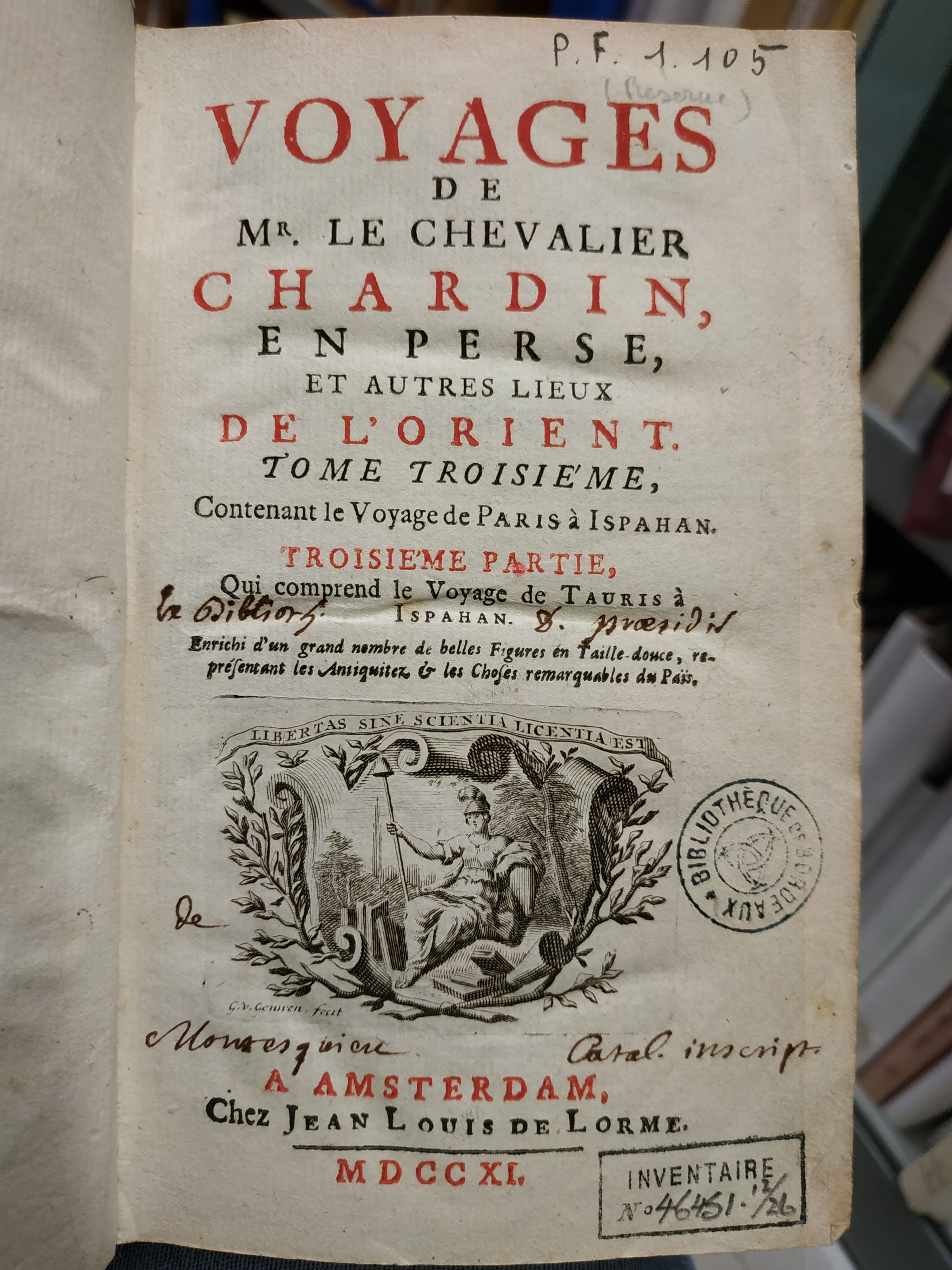
Tomo III dei Voyajes en Perse di Jean Chardin, copia posseduta da Montesquieu

Montesquieu trasse la maggior parte delle sue conoscenze sulla Persia, tutt'altro che superficiali, da vari resoconti di viaggio, in particolare dai Voyages en Perse di Jean Chardin (di cui possedeva due volumi già nel 1711 e di cui si procurò l'edizione completa in dieci volumi nel 1720) e, in misura minore, da quelli di Jean-Baptiste Tavernier e Paul Rycaut. Per quanto invece riguarda la Francia e Parigi, le fonti dell'autore furono la sua esperienza diretta.
Vari aspetti del romanzo sono comunque debitori a particolari modelli, di cui il principale è L'esploratore turco di Giovanni Paolo Marana, che è stato definito capostipite del romanzo epistolare pseudorientale. Viceversa, l'opera si distingue dalla maggior parte di altri scritti coevi a carattere orientalista per non essere particolarmente influenzata da Le mille e una notte o dal Corano.

## Storia editoriale
Dato il carattere apertamente critico nei confronti di varie istituzioni del Regno di Francia, per evitare eventuali censure o procedimenti giudiziari Montesquieu preferì far stampare l'opera da Suzanne de Caux, vedova dell'editore Jacques Desborde, ad Amsterdam (sotto la falsa indicazione tipografica di "Pierre Marteau, Colonia"). Questa è la prima edizione, del 1721, contenente 150 lettere.
Dal momento che Montesquieu non ammise mai ufficialmente di essere l'autore delle Lettere persiane, nel corso della sua vita uscirono altre edizioni, di cui perciò è difficile comprendere quanto fossero "ufficiali" e condotte secondo la volontà dello scrittore. Solo dal 1750 egli si rimise a lavorare a una nuova edizione, che fu pubblicata nel 1754, pochi mesi prima della sua morte: conteneva le 150 lettere della prima edizione, più 11 lettere aggiuntive e "Alcune riflessioni sulle lettere persiane".

## Fortuna
Anche se non mancarono voci critiche - furono scritte addirittura apposite Confutazioni delle "Lettere persiane", come quelle di Jean-Baptiste Gaultier e Gabriel Gauchat - l'opera ebbe un immediato successo in Francia e nel resto d'Europa: ne furono stampate traduzioni, edizioni pirata e altri romanzi in cui si imitava l'espediente di un osservatore esterno e perciò liberamente critico verso la società occidentale, come le Lettere ebraiche (1738) e Lettere cinesi (1739) di Jean-Baptiste Boyer d'Argens o le Lettere d'una peruviana (1747) di Françoise de Graffigny. Secondo alcuni critici, ciò avrebbe contribuito alla rinascita del genere epistolare in generale.